# Азербайджано-грузинская граница

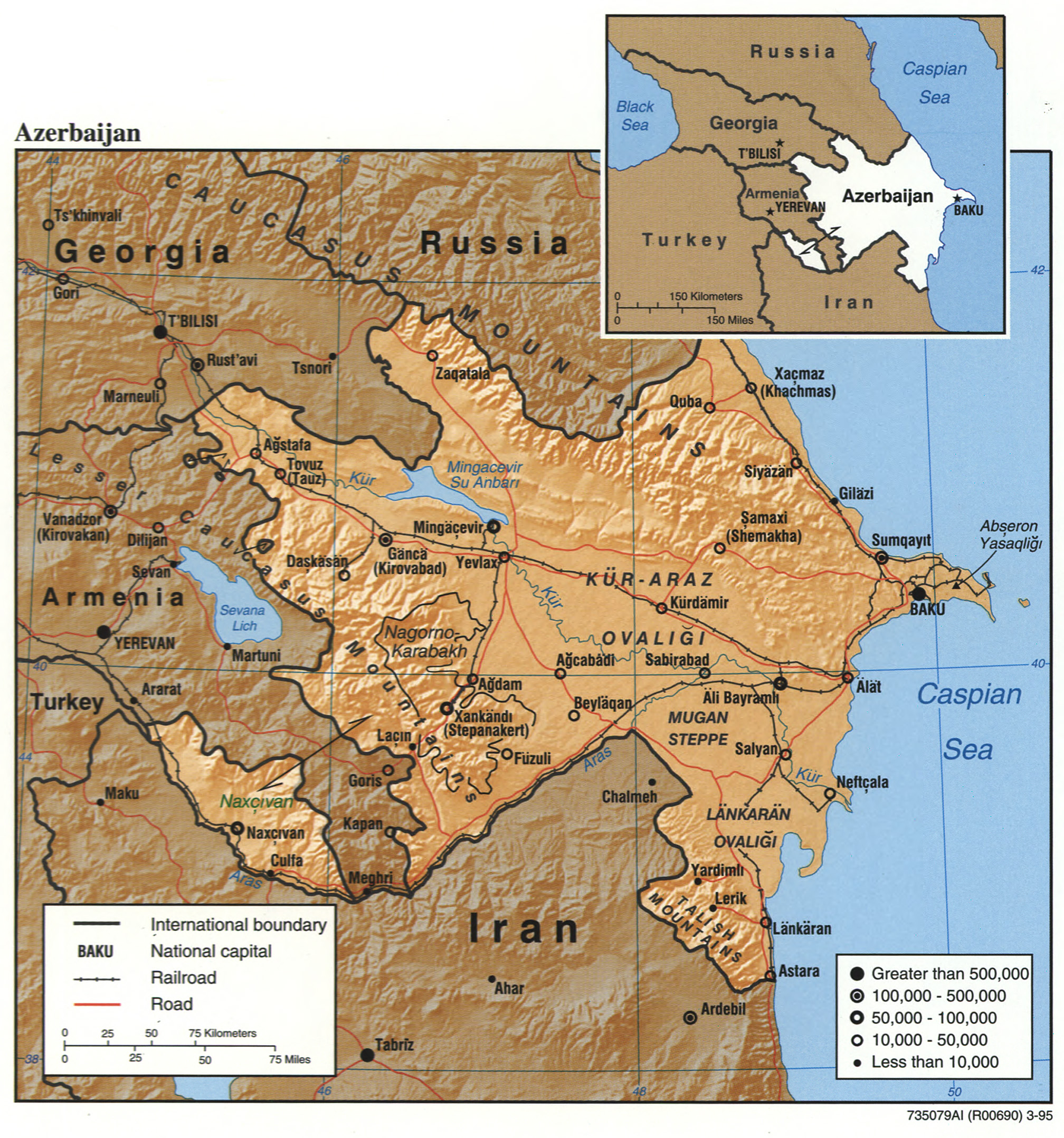
Карта Азербайджана с Грузией на северо-западе

Азербайджано-грузинская граница (азерб. Azərbaycan–Gürcüstan sərhədi, груз. აზერბაიჯანის-საქართველო საზღვარი) — государственная граница между Азербайджаном и Грузией. Она имеет длину 428 км и проходит от пограничного стыка с Арменией на западе до пограничного стыка с Россией на востоке.

## Описание
Азербайджано-грузинская граница начинается на западе в пограничном стыке с Арменией и тянется по суше в северо-восточном направлении, пересекая озеро Джандаргёль, прежде чем сделать поворот на юго-восток и продолжаться до окрестностей Мингечевирского водохранилища Азербайджана. Затем участок границы формирует русло реки Алазани, он идёт сначала на северо-восток, а затем в северо-западном направлении. Далее граница идёт вдоль водного потока Шромис-Хеви на север, где в районе азербайджанского селения Ени-Шариф делает поворот на восток к реке Мацинис-Цкали и у истока последней достигает пограничного стыка с Россией.

## История
В течение XIX века регион Кавказа оспаривался между приходящей в упадок Османской империей, Персией и Российской империей, последняя расширялась на юг. Россия официально аннексировала восточное грузинское Картли-Кахетинское царство в 1801 году, а затем западное грузинское Имеретинское царство в 1804 году. В течение 1800-х годов Россия отодвинула свои южные границы дальше на юг за счёт территорий Персии и Османской империй. По итогам Русско-персидской войны (1804—1813) и последовавшего за ней Гюлистанского мирного договора Россия приобрела большую часть территории нынешнего Азербайджана и часть Армении. Её власти преобразовали грузинские и азербайджанские территории в Тифлисскую, Кутаисскую, Бакинскую и Елизаветпольскую губернии.

Карта Тифлисской губернии и Закатальского округа

После Революции 1917 года в России народы Южного Кавказа провозгласили в 1918 году Закавказскую демократическую федеративную республику и начали мирные переговоры с Османской империей. Внутренние разногласия привели к тому, что Грузия вышла из состава федерации в мае 1918 года, а вскоре за ней последовали Армения и Азербайджан. Границы же между тремя республиками остались спорными. Разногласия между Азербайджаном и Грузией касались территории Закатальского округа (Загаталы), когда-то входившего в состав бывшей Тифлисской губернии. Когда Советская Россия признала независимость Грузии согласно Московскому договору 1920 года, она также признала грузинский суверенитет над Закаталой, что вызвало протесты азербайджанского правительства. В мае 1920 года было решено, что организованная Россией делимитация решит судьбу этого района. Большая часть границы была согласована на мирных переговорах, состоявшихся 12 июня 1920 года, причём решение о Закатале должна была принять возглавляемая Россией комиссия.
В 1920 году советская Красная армия вторглась в Азербайджан и Армению, положив конец независимости обеих стран, а затем в феврале-марте 1921 года — в Грузию. 5 июля 1921 года РСФСР подтвердила, что спорные участки азербайджано-грузинской границы останутся в прежнем виде, а Закатала будет передана Азербайджану, причём эта договоренность была окончательно закреплена соглашением от 15 ноября 1921 года. В 1922 году все три государства были включены в Закавказскую СФСР в составе СССР, а затем разделены в 1936 году.
Граница стала государственной в 1991 году после распада СССР и восстановления независимости входящими в его состав республиками. В 1994 году началась работа по делимитации границы, но прогресс в этом направлении был медленным из-за частичного совпадения притязаний сторон. Особо горячие споры разгорелись по поводу места расположения комплекса монастыря Давид-Гареджа, священного для грузин, находящегося непосредственно у границы. В Грузии существует значительное азербайджанское меньшинство, особенно сосредоточенное в южных муниципалитетах региона Квемо-Картли, в то же время есть грузинское меньшинство в Азербайджане, сконцентрированное в районе Саингило, где они известны как ингилойцы.
Часть границы вокруг Красного моста остаётся заминированной, что является наследием Первой карабахской войны 1990-х годов, когда Азербайджан опасался, что Армения воспользуется хаосом в Грузии и использует этот район для нанесения ударов по своей территории.

## Поселения у границы

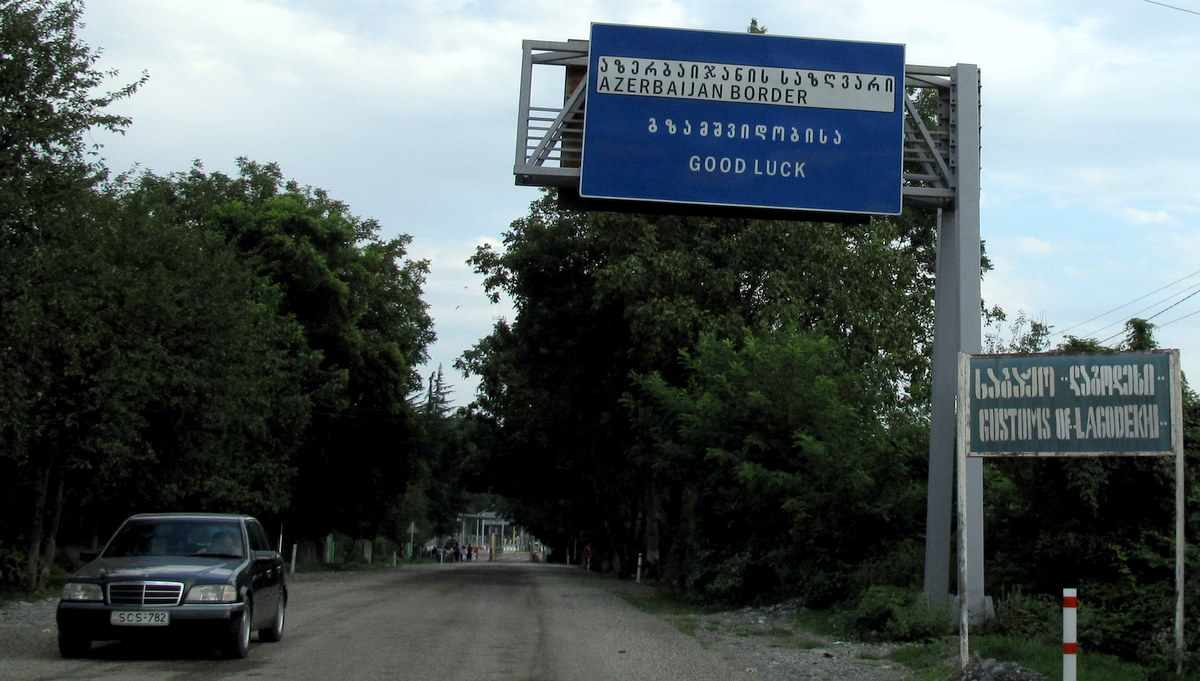
Переход через азербайджано-грузинскую границу

### Азербайджан
- Шыхлы 2-е
- Садыхлы
- Даначы
- Балакен

### Грузия
- Кесало
- Земо-Кеди
- Квеми-Кеди
- Вардисубани
- Карсубани
- Лагодехи

## Пограничные пункты пропуска

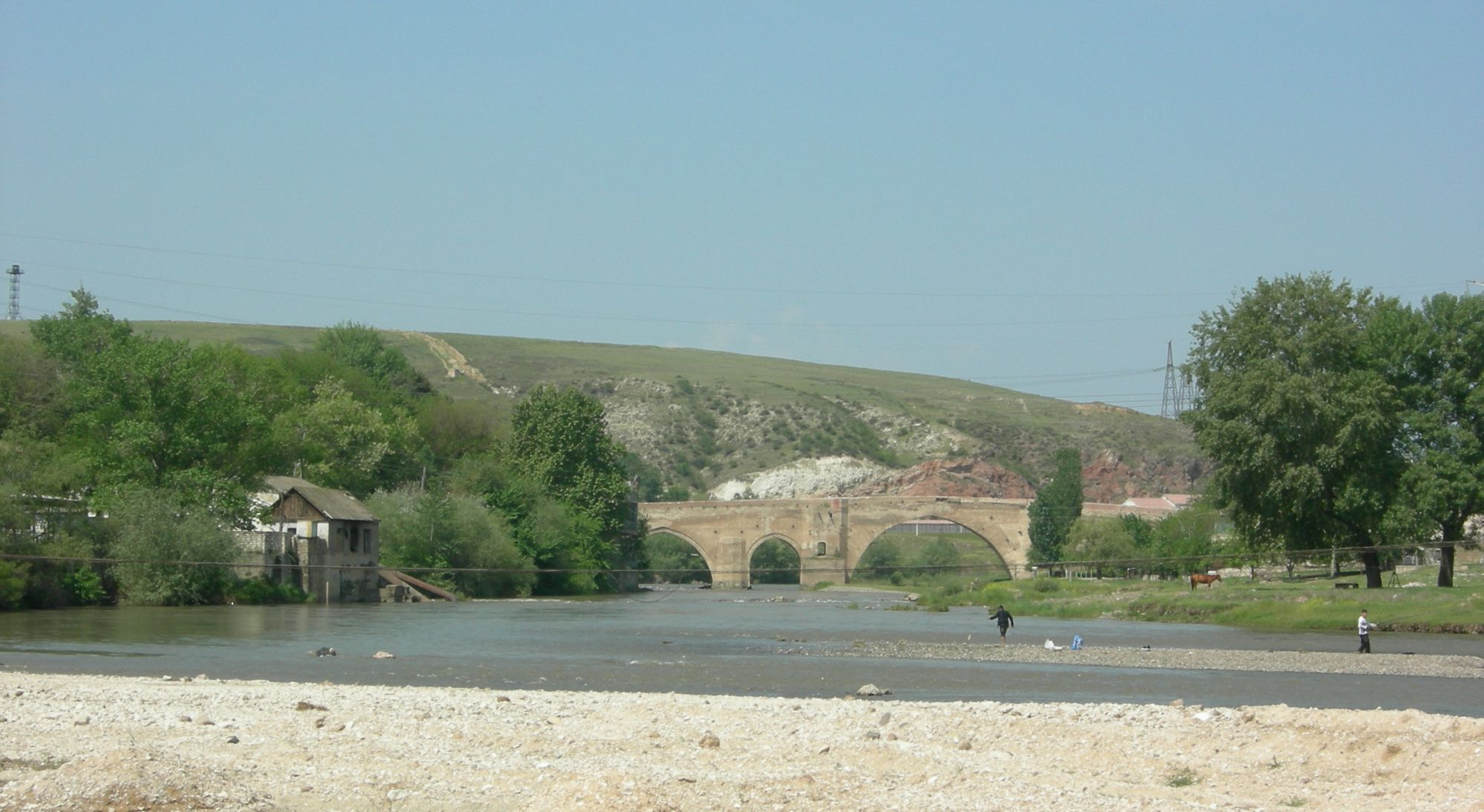
Пограничный переход через Красный мост

- Шыхлы 2-е (Азербайджан) — Цители (Грузия), через Красный мост[18]
- Балакен (Азербайджан) — Лагодехи (Грузия)[18], около села Мазымчай, у одноимённой реки.

На май 2022 года максимальная пропускная способность двух таможенных пунктов составляет 1 000 транспортных средств в день.